# Nico Mastorakis
Nikos Mastorakis (Grieks: Νίκος Μαστοράκης) (Athene, 28 april 1941) is een Griekse filmregisseur, filmproducent, journalist, presentator, radioproducent en scenarioschrijver.

## Levensloop

### Vroege jaren
Hij werd op 28 april 1941 in Athene geboren. Hij is de broer van de dichter en vertaler Jenis Mastorakis. Op 18-jarige leeftijd boekte Mastorakis als verslaggever voor de National Herald. zijn eerste grote journalistieke succes door een exclusief interview te bemachtigen met de verbannen prinses Soraya van Iran. Daarna werkte hij bij de krant Mesimbrini als redacteur in de eerste autorubriek van de Griekse pers. Een paar jaar later, als redacteur van Apogeumatini en voor de behoeften van het rapport de muzikant in het orkest van Yannis Poulopoulos nabootsend, wist hij zich te vinden in Skorpios van Aristoteles Onassis samen met de gasten van Ellinas Kroisos, Jacqueline Kennedy Onassis en Edward (Ted) Kennedy. Hoewel de bewakers van Ted Kennedy de verborgen camera ontdekten, wist Mastorakis uiteindelijk uit Skorpios te ontsnappen. Terug in Athene nam de politie de negatieven van de foto's in beslag en het bijbehorende exclusieve rapport werd gecensureerd gepubliceerd. Niettemin werd het exclusieve nieuws over de aanstaande bruiloft tussen Onassis en Zaki voor het eerst gepubliceerd in dat exclusieve rapport.

### Radio
Tegelijkertijd werkte Mastorakis bij de staatsradio als radioproducent van buitenlandse muziekprogramma's. Hij organiseerde het episodische concert van The Rolling Stones in het Panathinaikos Stadion aan Alexandras Avenue, vier dagen voor de Junta van 21 april 1967. Mastorakis was de tekstschrijver en producer van Forminx, de beroemde popgroep uit de jaren 60, waarin Vangelis zijn carrière begon als componist en toetsenist.

### Televisie
Mastorakis speelde een belangrijke rol bij de oprichting van de Griekse televisie en werkte daar van 1966 tot 1973. Hij heeft vele spelprogrammas en shows gehost, zoals This Is Your Life, Candid Camera en Tell the Truth, evenals een producer en regisseur van Salt and Pepper, gepresenteerd door Freddy Germanos. Hij was ook de schrijver en regisseur van verschillende televisieseries, met als typisch voorbeeld de eerste Griekse sciencefictionserie The Conspiracy of Silence.

### Junta - interview na de Polytechnische evenementen
Op een pagina van zijn tijdschrift "Modern Rhythms", dat een paar dagen na de staatsgreep, op 10/5/1967, werd uitgebracht, prees Mastorakis het dictatoriale regime.
Op 24 november 1973, een paar dagen na de gebeurtenissen van de Polytechnische opstand, interviewde Mastorakis een groep studenten die deelnamen aan de opstand en gevangen zaten in KEVOP. Het is een zet waar het land zelfs vandaag de dag door velen van wordt beschuldigd, zelfs als instrument van de Junta. In een interview met het tijdschrift Life & Style voert hij als reden de bewering aan dat hij daartoe was aangespoord door de verbannen Takis Lambria, een vertrouwde vriend van Karamanlis. Nadat de show was uitgezonden, werden de deelnemende studenten naar EAT-ESA gebracht en gemarteld door het Honderd-regime.

### Na het junta-heden
Na de val van de junta werkte Mastorakis in Engeland en Amerika als filmregisseur en producent. Hij was de scenarioschrijver van Anthony Quinns film The Greek Tycoon, met Jacqueline Bisset in de hoofdrol, een film gebaseerd op het turbulente leven van Aristoteles Onassis. Vervolgens vestigde hij zich in Los Angeles, waar hij meer dan 17 films schreef, regisseerde en produceerde.
Hij keerde in 1989 terug naar Griekenland en werkte bij het televisiestation ANT1. Hij verliet daar in 1993 om het televisiestation Star Channel op te zetten. In 1995 creëerde hij het klassieke rockradiostation Radio Gold en tot op de dag van vandaag werkt hij aan film- en televisieprojecten in Amerika en Griekenland.

## Filmografie
| Jaar | Titel                                                   | Regisseur | Scenarist | Producent  |
| ---- | ------------------------------------------------------- | --------- | --------- | ---------- |
| 1976 | Death Has Blue Eyes (originele titel: To koritsi vomva) |           |           |            |
| 1976 | Island of Death                                         |           |           |            |
| 1978 | The Greek Tycoon                                        |           |           |            |
| 1982 | Blood Tide                                              |           |           |            |
| 1984 | Blind Date                                              |           |           |            |
| 1984 | The Next One                                            |           |           |            |
| 1985 | Sky High                                                |           |           |            |
| 1986 | The Zero Boys                                           |           |           |            |
| 1986 | The Wind                                                |           |           |            |
| 1987 | Terminal Exposure                                       |           |           |            |
| 1988 | Nightmare at Noon                                       |           |           |            |
| 1988 | Bloodstone                                              |           |           |            |
| 1988 | Glitch!                                                 |           |           |            |
| 1988 | Grandmother's House                                     |           |           |            |
| 1989 | Darkroom                                                |           |           | Uitvoerend |
| 1989 | Ninja Academy                                           |           |           |            |
| 1990 | Hired to Kill                                           |           |           |            |
| 1990 | In the Cold of the Night                                |           |           |            |
| 1992 | The Naked Truth                                         |           |           |            |
| 2001 | .com for Murder                                         |           |           |            |